# Enderleinellus nitzschi
Enderleinellus nitzschi – gatunek wszy należący do rodziny Enderleinellidae, pasożytujący na wiewiórce (Sciurus vulgaris) powoduje chorobę wszawicę. Sporadycznie może pasożytować na norniku zwyczajnym i ryjówce aksamitnej.
Samiec długości 0,8 mm, samica 0,9 mm. Są one silnie spłaszczona grzbietowo-brzusznie. Samica składa jaja zwane gnidami, które są mocowane specjalnym „cementem” u nasady włosa. Rozwój osobniczy trwa po wykluciu się z jaja około 14 dni.
Pasożytuje na skórze całego ciała. Występuje na terenie Europy i Azji.